# Start-1

Foguete Start-1

O veículo de lançamento Start-1', é um foguete, convertido do míssil RT-2PM Topol, usado para lançar satélites em órbita. A maioria deles foi lançada do Cosmódromo de Svobodny.
O nome desse foguete, deriva do START I (Strategic Arms Reduction Treaty I), entre Estados Unidos e União Soviética. Como esse tratado limitava a quantidade de mísseis que cada país poderia manter, muitos deles ficaram sem serventia, e começaram a ser usados como veículos de lançamento, que era a única forma de uso permitida pelo tratado.